# James William McBain
James William McBain (* 22. März 1882 in Chatham (New Brunswick); † 12. März 1953 in Palo Alto) war ein kanadischer Chemiker (Kolloidchemie).
McBain studierte ab 1899 Chemie an der University of Toronto mit dem Bachelor-Abschluss 1903 und dem Master-Abschluss 1904. Danach ging er zum weiteren Studium an die Universität Leipzig und die Universität Heidelberg, an der er 1909 bei Georg Hermann Quincke mit der Arbeit Zur Kenntnis der Katalyse in heterogenen Systemen: die Zersetzung des chromochlorürs mit kolloidem Platin promoviert wurde. Ab 1906 war er Dozent am University College Bristol, an dem er 1919 Professor für Physikalische Chemie wurde. 1927 wurde er Professor an der Stanford University, an der er 1947 emeritiert wurde. 
Ab 1949 organisierte er im Auftrag der indischen Regierung das Indian National Chemical Laboratory in Poona und war 1951/52 dessen Direktor.
Er führte den Begriff Mizellen in die Kolloidchemie ein und 1909 den Begriff der Sorption. In den 1950er Jahren befasste er sich mit kolloidalen Elektrolyten.
Er entwickelte Zentrifugen, mit denen er Sedimentationsgleichgewichte und Partikelgrößen bestimmte, und eine Sorptionsfederwaage.
1923 wurde er Fellow der Royal Society. Er erhielt 1939 die Davy-Medaille.

## Schriften
- The Sorption of Gases and Vapours by Solids, 1932
- Colloid Science, 1950